# Jan Kisaku
Jan Kisaku SJ (jap. フアン喜作 Fuan Kisaku; także: Ioannes Kinsaco, ur. 1605 w Kokinoku, zm. 20 czerwca 1626 w Nagasaki) − japoński brat z zakonu jezuitów, błogosławiony Kościoła katolickiego, męczennik, ofiara prześladowań antykatolickich w Japonii, zamordowany z nienawiści do wiary (łac) in odium fidei.

## Geneza męczeństwa - tło historyczne
Po okresie wzmożonej działalności misyjnej Kościoła katolickiego, gdy w 1613 roku siogun Hidetada Tokugawa wydał dekret, na mocy którego pod groźbą utraty życia wszyscy misjonarze mieli opuścić kraj, a praktykowanie i nauka religii zakazana, rozpoczęły się trwające kilka dziesięcioleci krwawe prześladowania chrześcijan. Kasper Sadamatsu był jedną z ofiarą eskalacji prześladowań zainicjowanych przez sioguna Iemitsu Tokugawę.

## Życiorys
Był katechistą i kandydatem do stanu zakonnego. Gdy w grudniu 1625 roku przebywał u ojca Franciszka Pacheco doszło do aresztowania za sprawą donosu apostaty. Zatrzymano sąsiadów, gospodarza domu, a brata Kaspra Sadamatsu zapytano o stan gościa jakim był Jan Kisaku. Wbrew próbie ochrony przez br. Kaspra wyznał, że jego powołaniem jest przystanie do Towarzystwa Jezusowego. Wszystkich zatrzymanych zamknięto w więzieniu na terenie miasta Shimabara. Uczestniczył we wspólnocie modlitewnej zorganizowanej przez ojca Franciszka Pacheco, który dzięki nadzwyczajnym uprawnieniom zadośćuczynił jego prośbie i przyjął go do zakonu.
17 czerwca 1626 roku grupa więzionych dołączyła w Nagasaki do innych zakonników i 20 czerwca wszystkich żywcem spalono na podmiejskim wzgórzu.
7 lipca 1867 papież Pius IX beatyfikował Alfonsa z Navarrete i 204 towarzyszy wraz z męczennikami Towarzystwa Jezusowego, zabitymi za wyznawanie wiary w krajach misyjnych, wśród których był Jan Kisaku. Grupa jezuitów z Janem Kisaku znani są jako Franciszek Pacheco i towarzysze.
Dies natalis jest dniem, kiedy w Kościele katolickim obchodzone jest wspomnienie liturgiczne błogosławionego.